# Rudolf Zanáška
Rudolf Zanáška (12. srpna 1907, Kopřivnice – 12. června 1954, Kopřivnice) byl skautský činovník a esperantista, zakladatel skautských a esperantských organizací v Kopřivnici.

## Život
Byl úředníkem v továrně. Během války zastával pozici velitele skautské čety v odbojové organizaci Obrana národa.
Ve své zájmové činnosti působil v cvičitelském sboru Sokola (20. léta 20. stol.), stal se vůdcem skautského oddílu (1930), pro který ve svém domě zřídil klubovnu, založil i klub Old skautů (1934).
Byl spoluzakladatelem Klubu esperantistů v Kopřivnici (1927) a jeho dlouholetým předsedou. Založil Esperantské muzeum v Kopřivnici, z něhož zbyly v archívu městského muzea dokumenty a fotografie.
V roce 1950 založil v městském parku Esperantské zátiší, uprostřed záhonu veliký kámen, na kterém byla umístěna deska s poctou dr. Zamenhofovi, autorovi esperanta. Později park musel ustoupit nové výstavbě, desku zachránil esperantista Roman Michna z Lichnova. Kámen byl pohozen v lese, kde ho v roce 2010 našli skauti z kopřivnického Skautského centra Vanaivan. O nálezu informovala i místní kabelová televize. Vedoucí skautů Kryštof Hyvnar společně s Jiřím Tomečkem z Českého esperantského svazu po delším pátrání objevili desku s nápisem v domě Romana Michny a dědicové byli ochotni ji věnovat k obnově pomníku. Pomník byl znovu slavnostně odhalen v Skautském centru Vanaivan 12. září 2013.
Zemřel tragicky po nehodě v továrně.